# Trophée de France 2017
Navigation
Édition précédente Édition suivante
Le Trophée de France est une compétition internationale de patinage artistique qui se déroule en France au cours de l'automne. Il accueille des patineurs amateurs de niveau senior dans quatre catégories: simple messieurs, simple dames, couple artistique et danse sur glace. En 2017 il s'appelait également pour la première fois Internationaux de France.
Le trente-et-unième Trophée de France est organisé du 17 au 19 novembre 2017 à la patinoire Polesud de Grenoble. Il est la cinquième compétition du Grand Prix ISU senior de la saison 2017/2018.

## Résultats

### Messieurs

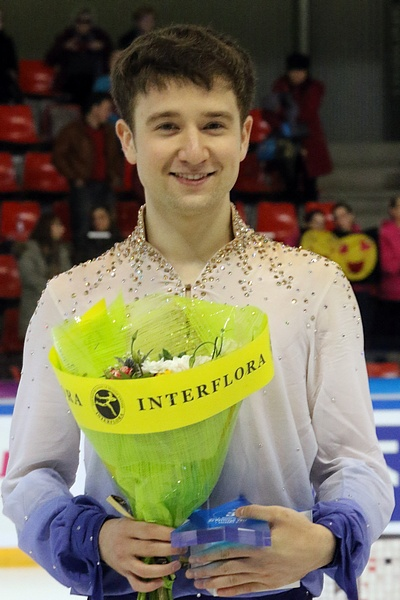
Le médaillé de bronze Misha Ge

| Rang    | Nom                 | Pays        | Points | Programme court | Programme court | Programme libre | Programme libre |
| ------- | ------------------- | ----------- | ------ | --------------- | --------------- | --------------- | --------------- |
| 1       | Javier Fernández    | Espagne     | 283.71 | 1               | 107.86          | 2               | 175.85          |
| 2       | Shoma Uno           | Japon       | 273.32 | 2               | 93.92           | 1               | 179.40          |
| 3       | Misha Ge            | Ouzbékistan | 258.34 | 6               | 85.41           | 3               | 172.93          |
| 4       | Aleksandr Samarin   | Russie      | 253.13 | 3               | 91.51           | 4               | 161.62          |
| 5       | Alexei Bychenko     | Israël      | 247.44 | 5               | 86.79           | 5               | 160.65          |
| 6       | Moris Kvitelashvili | Géorgie     | 240.50 | 4               | 86.98           | 8               | 153.52          |
| 7       | Max Aaron           | États-Unis  | 237.20 | 8               | 78.64           | 6               | 158.56          |
| 8       | Denis Ten           | Kazakhstan  | 228.57 | 7               | 83.70           | 10              | 144.87          |
| 9       | Vincent Zhou        | États-Unis  | 222.21 | 10              | 66.12           | 7               | 156.09          |
| 10      | Kevin Aymoz         | France      | 220.43 | 9               | 70.00           | 9               | 150.43          |
| 11      | Romain Ponsart      | France      | 198.12 | 11              | 63.81           | 11              | 134.31          |
| Forfait | Chafik Besseghier   | France      |        |                 |                 |                 |                 |

### Dames

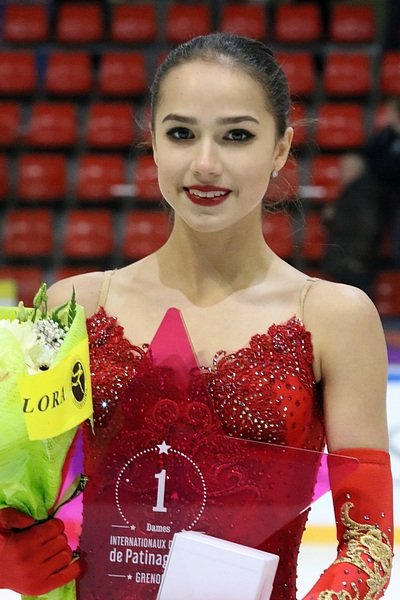
La médaillée d'or Alina Zagitova

| Rang | Nom                    | Pays       | Points | Programme court | Programme court | Programme libre | Programme libre |
| ---- | ---------------------- | ---------- | ------ | --------------- | --------------- | --------------- | --------------- |
| 1    | Alina Zagitova         | Russie     | 213.80 | 5               | 62.46           | 1               | 151.34          |
| 2    | Maria Sotskova         | Russie     | 208.78 | 2               | 67.79           | 2               | 140.99          |
| 3    | Kaetlyn Osmond         | Canada     | 206.77 | 1               | 69.05           | 4               | 137.72          |
| 4    | Mai Mihara             | Japon      | 202.12 | 4               | 64.57           | 5               | 137.55          |
| 5    | Elizabet Tursynbaeva   | Kazakhstan | 200.98 | 6               | 62.29           | 3               | 138.69          |
| 6    | Yuna Shiraiwa          | Japon      | 193.18 | 3               | 66.05           | 6               | 127.13          |
| 7    | Nicole Schott          | Allemagne  | 172.39 | 10              | 55.54           | 7               | 116.85          |
| 8    | Maé-Bérénice Méité     | France     | 171.40 | 8               | 58.96           | 9               | 112.44          |
| 9    | Elizaveta Tuktamysheva | Russie     | 167.65 | 11              | 53.03           | 8               | 114.62          |
| 10   | Polina Edmunds         | États-Unis | 157.77 | 9               | 56.31           | 10              | 101.46          |
| 11   | Laurine Lecavelier     | France     | 154.35 | 7               | 60.68           | 11              | 93.67           |

### Couples

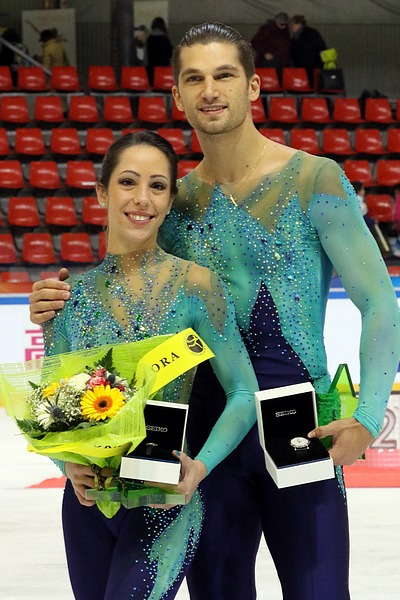
Les médaillés de bronze Nicole Della Monica et Matteo Guarise

| Rang | Nom                                     | Pays        | Points | Programme court | Programme court | Programme libre | Programme libre |
| ---- | --------------------------------------- | ----------- | ------ | --------------- | --------------- | --------------- | --------------- |
| 1    | Evgenia Tarasova / Vladimir Morozov     | Russie      | 218.20 | 1               | 77.84           | 2               | 140.36          |
| 2    | Vanessa James / Morgan Ciprès           | France      | 214.32 | 2               | 73.18           | 1               | 141.14          |
| 3    | Nicole Della Monica / Matteo Guarise    | Italie      | 197.59 | 3               | 70.85           | 3               | 126.94          |
| 4    | Liubov Ilyushechkina / Dylan Moscovitch | Canada      | 193.07 | 4               | 66.36           | 4               | 126.71          |
| 5    | Peng Cheng / Jin Yang                   | Chine       | 188.14 | 5               | 62.40           | 5               | 125.74          |
| 6    | Marissa Castelli / Mervin Tran          | États-Unis  | 177.15 | 6               | 58.99           | 6               | 118.16          |
| 7    | Lola Esbrat / Andrei Novoselov          | France      | 146.72 | 7               | 51.90           | 7               | 94.82           |
| 8    | Zoe Jones / Christopher Boyadji         | Royaume-Uni | 130.43 | 8               | 44.59           | 8               | 85.84           |

### Danse sur glace

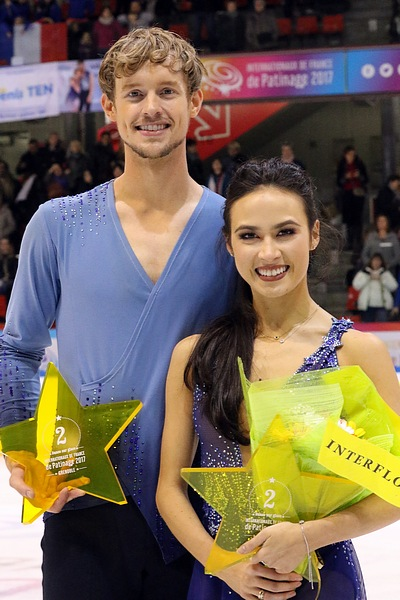
Les médaillés d'argent Madison Chock et Evan Bates

| Rang | Nom                                     | Pays       | Points | Danse courte | Danse courte | Danse libre | Danse libre |
| ---- | --------------------------------------- | ---------- | ------ | ------------ | ------------ | ----------- | ----------- |
| 1    | Gabriella Papadakis / Guillaume Cizeron | France     | 201.98 | 1            | 81.40        | 1           | 120.58      |
| 2    | Madison Chock / Evan Bates              | États-Unis | 181.85 | 2            | 73.55        | 2           | 108.30      |
| 3    | Aleksandra Stepanova / Ivan Bukin       | Russie     | 177.24 | 3            | 70.02        | 4           | 107.22      |
| 4    | Kaitlyn Weaver / Andrew Poje            | Canada     | 176.97 | 5            | 68.94        | 3           | 108.03      |
| 5    | Charlène Guignard / Marco Fabbri        | Italie     | 171.01 | 4            | 69.73        | 5           | 101.28      |
| 6    | Angélique Abachkina / Louis Thauron     | France     | 155.55 | 8            | 59.81        | 6           | 95.74       |
| 7    | Elliana Pogrebinsky / Alex Benoit       | États-Unis | 154.14 | 6            | 60.64        | 7           | 93.50       |
| 8    | Natalia Kaliszek / Maksym Spodyriev     | Pologne    | 147.77 | 9            | 58.58        | 8           | 89.19       |
| 9    | Alla Loboda / Pavel Drozd               | Russie     | 145.85 | 7            | 60.43        | 9           | 85.42       |
| 10   | Lorenza Alessandrini / Pierre Souquet   | France     | 134.28 | 10           | 54.07        | 10          | 80.21       |

## Source
- Résultats des Internationaux de France 2017 sur le site de l'ISU